# Мишалка, Эли
Элисон Рене Мишалка (англ. Alyson Renae Michalka), более известная как Эли Мишалка (иногда Эли Мичалка, англ. Aly Michalka); род. 25 марта 1989 года, Торренс, США) — актриса, певица, гитаристка и автор текстов к песням. Родилась в Торренсе, Калифорния, но прожила часть своего детства в Сиэтле, штат Вашингтон.
С 2005 года вместе со своей сестрой Амандой Мишалкой входит в состав дуэта Aly & AJ (Эли и Эй Джей; в 2009—2015 гг. они переименовывались в 78violet). Сингл их второго альбома «Potential Breakup Song» — их самый успешный сингл на сегодняшний день, он получил платину от RIAA за продажу более 1 млн копий.

## Биография

### Ранние годы
Элисон родилась 25 марта 1989 года в семье Марка и Кэрри Мичалки в Торренсе, Калифорния. Элисон была первым ребёнком в семье, а через два года она стала старшей сестрой — у пары родилась вторая девочка Аманда Мичалка. С самого раннего детства Элисон играла на фортепиано и пела вместе с сестрой в церковном хоре. В 13 лет Элисон начала играть на гитаре, а вскоре поступила на курсы актёрского мастерства, как и её сестра.

### Начало карьеры 2004—2005
Элисон стала знаменитой после роли Килли Тэслоу в сериале «Фил из Будущего», Элисон сыграла свою первую роль в 14 лет. Вскоре вместе с Амандой Элисон создаёт группу «Aly & AJ», и вскоре они выпускают свой первый альбом — Into The Rush, а к весне 2007 года альбом стал «платиновым». Песня «No One» из этого альбома была включена в фильм кинокомпании «Walt Disney» «Принцесса льда». А другая песня — «Do You Believe In Magic» — прозвучала в фильме кинокомпании «Walt Disney» «Now You See It…», где Элисон исполнила главную роль. Первый концерт Aly & AJ состоялся 24 июля 2005 года в голливудском театре «Henry Fonda», под названием «Aly & AJ Concert», а позже был выпущен диск с концертом Aly & AJ: On The Ride Concert". В сентябре того же года «Aly & AJ» были номинированы как «лучшие современные артисты года» на «American Music Awards», но награду не получили.

### 2006—2007
В 2006 году Элисон сыграла главную роль в фильме «Cow Belles» в роли Тэйлор, и в этом же году она сыграла роль Хоуп в фильме «Haversham Hall» и в обоих фильмах она сыграла вместе со своей сестрой.
8 августа 2006 был переиздан альбом «Into The Rush». В него вошли две новые версии песен «Collapsed» и «Something More», а также «Chemicals React» на Simlish языке. Эту песню они записали для компьютерной игры «The Sims 2 Pets» плюс издание включает в себя видео этой песни.
В сентябре 2006 года состоялся релиз нового альбома сестёр «Acoustic Hearts of Winter». В этом альбоме «Aly & AJ» исполнили традиционные рождественские песни, «Joy to the World», а также и оригинальные песни «Greatest Time of Year» и «Not This Year».
В 2007 году Элисон получила роль Тэйлор в фильме «Super Sweet 16: The Movie», где сыграла роль дочки местного бизнесмена, которая пыталась разлучить двух подруг.
Премьера фильма «Super Sweet 16: The Movie» как раз совпала с датой выхода нового альбома «Insomniatic» — 10 июня 2007 года.
Сингл «Potential Break Up Song» стал самым успешным у Aly & AJ. Издание «Time magazine» поставило песню «Potential Breakup Song» на девятое место в своей «десятке». 28 ноября 2007 года Эми Судзуки выпустила новый вариант песни «Potential Breakup Song», смиксованную японским диджеем и музыкантом Sugiurumn, сотрудничающим с «Aly & Aj». Сёстры и Эми втроём исполнили песню на японском телевидении.
В начале 2008 года «Aly & AJ» также поучаствовали в записи диска «Randy Jackson’s Music Club», записав для этого песню «We’re an American Band» продюсером которой стал Рэнди Джэксон. Диск вышел в свет в марте 2008 года.
В течение июня-июля 2008 года «ALy & AJ» выступала в парках аттракционов в разных городах США.

### Новая эра «78Violet»: 2009—2010
В августе 2009 года, Элисон и Аманда заявили, что они больше не Aly & AJ, а «78Violet». Они готовятся выпустить новый альбом в конце зимы 2009 года. Предполагается, что альбом будет содержать 14 песен. В интервью для «Radio Disney», данном в апреле 2008 года, сестры сообщили, что в новом альбоме они будут петь каждая свою партию, а не согласовывать свои голоса, как делали это прежде.
Релиз альбома должен был состояться летом 2009, но его перенесли на 2 декабря 2009 в Японии, но и эта дата была перенесена.
Летом 2009 Aly & AJ записали песню «Next Worst Thing», планировалось, что она станет одним из синглов нового альбома, но песня так и не вышла в свет.
В 2009 году Элисон снялась в фильме «Bandslam» в роли Шарлотты вместе с Ванессой Хадженс. Также Элисон к этому фильму записала три песни: «I Want You to Want Me», «Someone to Fall Back On» и «Amphetamine», а также Элисон записала вместе с Амандой песню к фильму БэндСлэм — «Lovesick», но песня так и не вышла в свет.
19 февраля 2010 года Элисон и Аманда сообщили, что они ушли от Hollywood Records.
Летом 2010 года Элисон приступила к съёмкам в сериале «Чертовки», где играет роль Марти Перкинс и снимается в главной роли с актрисой и певицей Эшли Тисдейл.
Также 1 декабря 2010 на iTunes вышла песня, записанная к сериалу Чертовки под названием «Belong Here».

### 2011—2013: Новые проекты и новый альбом
В 2011 году Элисон снялась в фильме «Соседка по Комнате» и в одном эпизоде сериала «CSI: Нью-Йорк». В 2012 Мичалка снялась в трёх фильмах: «Одноклассники 2» в роли Саванны и «Убийство Уинстона Джонса» в роли Куки и «Национальный Парк Секвойя» в роли Рейли. 12 октября 2011 года на премьере «Saints Row» Элисон Мичалка подтвердила, что новый альбом 78violet выйдет в 2012 году. Точную дату Элисон не назвала, но сказала, что в новых песнях будет «совершенно новый звук». Также известно, что в альбоме будет сингл «Belong Here». Видео с интервью появилось в Интернете 9 ноября 2011 года. 15 июля 2011 года сёстры устроили онлайн чат, где сообщили поклонникам, что написали ещё две песни для нового альбома: «8 Hours» и «53rd Floor».
5 октября 2011 года в Твиттере сестры написали о том, что вернулись в Нью-Йорк, чтобы начать производство альбома. 25 ноября 2011 года на iTunes вышел новый сингл группы — «Grace». Но позже выяснилось, что этот сингл является ремиксом на песню 2009 года — «Amazing Grace». 13 декабря 2011 года было объявлено, что сёстры Мичалка займутся продюсированием фильма по мотивам книги 2011 года — «Wither». 16 июня 2012 года в Интернете появилась полная версия песни, которая звучала в третьей серии сериала «Адские кошки» — «The Good, The Bad And The Boring», но эта песня не была выпущена официально. 18 июня 2012 года 78violet написали в Twitter, что отправляются в Нью-Йорк для записи альбома. 19 июня 2012 девушки объявили в своём Твиттере, что они начали первый день производства альбома спустя 5 лет после последнего альбома в 2007 году. 22 июня 2012 года они объявили, что «трек-лист альбома есть официально». Также они добавили, что это «не то, что вы ожидаете».
15 октября 2012, девушки заявили в Твиттере, что их альбом полностью записан и релиз запланирован на лето 2013 года. Девушки позже подтвердили, что первым синглом альбома будет «Hothouse». Позже они анонсировали, что альбом выйдет под их собственным лейблом «Violet House Productions». В марте 2013 года в Интернете появились песни из неизданного альбома «78violet» под названием «Walk Alone Tonight», «The Edge», «Bullet», «Lovesick», и «The Next Worst Thing». В 2013 году Элисон подтвердила своё участие в новом проекте «Undateable» в роли Мэдди. Позже, по неизвестным причинам, девушка отказалась участвовать в этом проекте. 26 июня группа выступила в The Roxy Theatre в Лос-Анджелесе, «78Violet» исполнили песни «8 Hours», «Boy», «53rd Floor», «Hole in the Earth», «Heart», «Take A Picture» (Filter Cover), «Hothouse» и «Potential Breakup Song». 8 июля на iTunes вышел сингл и клип «Hothouse».

## Личная жизнь
С 2011 по 2013 год встречалась с актёром Джоэлом Дэвидом Муром, и они расстались по неизвестным причинам в феврале 2013 года. На данный момент Элисон встречается с коллегой по фильму «Секвойя Национальный Парк» (англ. Sequoia National Park) Стивеном Рингером (англ. Stephen Pierce Ringer). 8 июля 2014 года Элисон и Стивен объявили о своей помолвке. 7 июня 2015 года Элисон и Стивен поженились.

## Дискография

### Альбомы78violet
| Название                       | Год  | Дата выхода           | Лейбл                    |
| ------------------------------ | ---- | --------------------- | ------------------------ |
| Into The Rush                  | 2005 | 16 августа 2005 года  | Hollywood Records        |
| Into The Rush (Deluxe Edition) | 2006 | 8 августа 2006 года   | Hollywood Records        |
| Acoustic Hearts Of Winter      | 2006 | 26 сентября 2006 года | Hollywood Records        |
| Insomniatic                    | 2007 | 10 июня 2007          | Hollywood Records        |
| Insomniatic (Deluxe Edition)   | 2007 | 5 марта 2008          | Hollywood Records        |
| TBA                            | 2013 | Writting\Records      | Violet House Productions |

### Синглы
- Lovesick (Unreleased album)
- The Edge (Unreleased album)
- Bullet (Unreleased album)
- Walk Alone Tonight (Unreleased album)
- Cillivian (Unreleased album)
- Someone To Fall Back On (Bandslam)
- I Want You To Want Me (Bandslam)
- Amphetamine (Bandslam)
- Brand New Day (Hellcats)
- The Letter (совместно с Беном Коттом (англ. Ben Cotton) (Hellcats)
- Redemption Song (совместно с Беном Коттом) (Hellcats)
- Wild Horses (Hellcats)
- Take My Hand (Hellcats)
- Freak (совместно с Амандой Мичалка) (Hellcats)
- Good, Bad, Boring (совместно с Амандой Мичалка) (Hellcats)
- Belong Here (совместно с Амандой Мичалка) (Hellcats)
- Refrigerator Broke (совместно с Амандой Мичалка) (Hellcats)
- Mississippi (совместно с Амандой Мичалка) (Hellcats)
- Shine Your Light On Me (у песни есть другое название «My Shadow») (CSY: New York)
- Blitzkrieg Bop (у песни есть другое название «Punk Princess») (CSY: New York)

## Фильмография
| Год       |    | Русское название                    | Оригинальное название     | Роль                    |
| --------- | -- | ----------------------------------- | ------------------------- | ----------------------- |
| 2004—2006 | с  | Фил из Будущего                     | Phil of the Future        | Килли Теслоу            |
| 2005      | тф | Поверь в чудо                       | Now You See It…           | Эллисон Миллер          |
| 2006      | тф | Красотки в молоке                   | Cow Belles                | Тейлор Каллум           |
| 2006      | тф |                                     | Haversham Hall            | Хоуп Мейсон             |
| 2007      | тф | Сладкие 16: Фильм                   | Super Sweet 16: The Movie | Тейлор Плимптон (Тиара) |
| 2009      | ф  | Бэндслэм                            | Bandslam                  | Шарлотта Бэнкс          |
| 2010—2011 | с  | Адские кошки                        | Hellcats                  | Марти Перкинс           |
| 2010      | ф  | Отличница лёгкого поведения         | Easy A                    | Рианон Абернейти        |
| 2011      | ф  | Соседка по комнате                  | Roommate                  | Трейси Морган           |
| 2011      | с  | C.S.I.: Место преступления Нью-Йорк | CSI:NY                    | Миранда Бек             |
| 2012      | ф  | Сумасшедшая Любовь                  | Crazy Kind of Love        | Janine                  |
| 2012      | с  | Взлом                               | Breaking In               | Хезер Янг               |
| 2013      | с  | Два с половиной человека            | Two and a Half Men        | Брук                    |
| 2013      | ф  | Одноклассники 2                     | Grown Ups 2               | Саванна                 |
| 2013      | ф  | Убийство Уинстона Джонс             | Killing Winston Jones     | Куки Джонс              |
| 2015—2019 | с  | Я — зомби                           | IZombie                   | Пейтон Чарльз           |
| 2017      | ф  | Семья Лир                           | The Lears                 | Риган Лир               |

## Награды и номинации
| Год  | Награда              | Категория                                                         | Номинация                                           | Статус    |
| ---- | -------------------- | ----------------------------------------------------------------- | --------------------------------------------------- | --------- |
| 2005 | Young Artist Awards  | Лучшая молодая актриса в комедийном или драматическом телесериале | Кили Теслоу в сериале «Фил из будущего»             | Номинация |
| 2006 | American Music Award | Современный вдохновляющий артист года                             | альбом Into The Rush                                | Номинация |
| 2011 | Teen Choice Awards   | Лучшая женская эпизодическая роль                                 | «Отличница лёгкого поведения», «Соседка по комнате» | Номинация |